# CB IES La Orden
CB IES La Orden (vollständig Real Club Recreativo de Huelva - Club Bádminton Instituto de Educación Secundaria La Orden) ist ein spanischer Badmintonverein aus Huelva.

## Geschichte
Der reine Badmintonklub wurde 1989 gegründet. Heute ist der Klub einer der besten Klubs Spaniens. 2013 siegte man bei den spanischen Badmintonmannschaftsmeisterschaften. 2013 startete der Verein ebenfalls im Europapokal.

## Bekannte Spieler
- Pablo Abián
- Noelia Jiménez
- Haideé Ojeda